# Anna Zukal
Anna Władisławowna Zukal (ros. Анна Владиславовна Зукаль, ur. 7 października 1985 w Taszkencie) – rosyjska narciarka dowolna, specjalizująca się skokach akrobatycznych. W 2003 roku wywalczyła złoty medal na mistrzostwach świata juniorów w Marble Mountain. W 2002 roku wystąpiła na igrzyskach olimpijskich w Salt Lake City, zajmując szóste miejsce. Na rozgrywanych cztery lata później igrzyskach w Turynie zajęła dziewiąte miejsce. Była też między innymi czwarta na mistrzostwach świata w Ruka w 2005 roku.  Najlepsze wyniki w Pucharze Świata osiągnęła w sezonie 2004/2005, kiedy to zajęła czternaste miejsce w klasyfikacji generalnej, a w klasyfikacji skoków była czwarta. W 2007 roku zakończyła karierę.

## Osiągnięcia

### Igrzyska olimpijskie
| Miejsce | Dzień     | Rok  | Miejscowość    | Konkurencja        | Zwycięzca     |
| ------- | --------- | ---- | -------------- | ------------------ | ------------- |
| 6.      | 18 lutego | 2002 | Salt Lake City | Skoki akrobatyczne | Alisa Camplin |
| 9.      | 22 lutego | 2006 | Turyn          | Skoki akrobatyczne | Evelyne Leu   |

### Mistrzostwa świata
| Miejsce | Dzień       | Rok  | Miejscowość          | Konkurencja        | Zwycięzca      |
| ------- | ----------- | ---- | -------------------- | ------------------ | -------------- |
| 21.     | 20 stycznia | 2001 | Whistler             | Skoki akrobatyczne | Veronika Bauer |
| 6.      | 1 lutego    | 2003 | Deer Valley          | Skoki akrobatyczne | Alisa Camplin  |
| 4.      | 18 marca    | 2005 | Ruka                 | Skoki akrobatyczne | Li Nina        |
| 9.      | 10 marca    | 2007 | Madonna di Campiglio | Skoki akrobatyczne | Li Nina        |

### Puchar Świata

#### Miejsca w klasyfikacji generalnej
- sezon 2001/2002: 36.
- sezon 2002/2003: 12.
- sezon 2003/2004: 18.
- sezon 2004/2005: 14.
- sezon 2005/2006: 57.
- sezon 2006/2007: 23.

#### Miejsca na podium
1. Mount Buller – 7 września 2002 (skoki akrobatyczne) – 3. miejsce
2. Harbin – 15 lutego 2004 (skoki akrobatyczne) – 2. miejsce
3. Mount Buller – 4 września 2004 (skoki akrobatyczne) – 3. miejsce
4. Špindlerův Mlýn – 5 marca 2005 (skoki akrobatyczne) – 3. miejsce
5. Madonna di Campiglio – 11 marca 2005 (skoki akrobatyczne) – 2. miejsce
6. Lake Placid – 21 stycznia 2006 (skoki akrobatyczne) – 2. miejsce